# Potres kod Petrinje 2020.
Potres kod Petrinje 2020., prozvan i Petrinjski potres i Potres na Banovini, magnitude 6,4 MW pogodio je 29. prosinca 2020. godine u 12:19 sati Sisačko-moslavačku županiju s epicentrom 3 km jugozapadno od grada Petrinje. Maksimalni intenzitet osjećaja procijenjen je na VIII. (jako štetno) do IX. (razorno) stupanj na europskoj makroseizmičkoj ljestvici. Ovom su događaju prethodila tri velika potresa, od kojih najjači magnitude 5,2 MW. Nakon ovoga, uslijedila je serija nekoliko stotina potresa, od kojih najjači magnitude 5,0 po Richterovoj ljestvici. Poginulo je sedmero osoba, od toga petero u Majskim Poljanama, a preostali u Žažini i Petrinji.
Potres se dogodio u doba pandemije koronavirusa u Hrvatskoj. Uz ljudske žrtve, nanio je značajne materijalne štete u pogođenim područjima, ponajviše na području Banovine.
Potres se, osim u cijeloj Hrvatskoj, osjetio i u dijelovima Austrije, Bosne i Hercegovine, Crne Gore, Češke, Italije, Mađarske, Njemačke, Rumunjske, Slovačke, Slovenije i Srbije. Epicentar potresa bio je u Strašniku. Dubina potresa iznosila je 10 km.

## Tektonika
Epicentar potresa nalazio se u brdovitom području južno od aluvijalne ravni na potezu od rijeka Kupe do Save, sa Zrinskom gorom i ostatkom Dinarskih Alpa na jugu.
Seizmičko područje Pokuplja slijedi dolinu rijeke Kupe od Karlovca do Siska. Ovo je područje tijekom povijesti pogodilo nekoliko potresa, od kojih je najpoznatiji veliki potres iz 1909. godine, čiji je epicentar bio u blizini Pokupskog, s naknadnim potresima koji su se nastavili tijekom 1910. godine. Imao je maksimalni intenzitet od VIII na MCS ljestvici. Ta je seizmičnost povezana s reaktivacijom normalnih rasjeda na sjeverozapad-jugoistoku, koji čine jugozapadnu granicu Panonske nizine.
Godine 1969. u sustavu rasjeda koji se proteže od Jastrebarskog preko ovoga područja dogodio se potres s epicentrom u Banjoj Luci magnitude 6,6 po Richterovoj ljestvici. 
Godine 1880. potres od 6,3 po Richterovoj ljestvici pogodio je područje sjeveroistočno od Zagreba. Posljednji potres na teritoriju Hrvatske jačine 6,0 po Richterovoj ljestvici bio je u Stonu 1996. godine. Godine 1962. potresi od 5,9 i 6,2 po Richterovoj ljestvici pogodili su makarsko područje. Godine 1942. potres magnitude 6,2 pogodio je Imotski; poginulo je najmanje 20 osoba. U ožujku 2020. grad Zagreb pogodio je potres s magnitudom 5,5 po Richterovoj ljestvici. Najjači potres ikad zabilježen u Hrvatskoj bio je potres magnitude 6,7 s epicentrom između Sinja i Trilja 1898. godine, a područje sjeverno od Sinja pogodio je 1990. i potres magnitude 5,6 s trajanjem od gotovo jedne minute. Svi navedeni potresi dogodili su se na drugim rasjedima, neovisnim od rasjeda petrinjskog potresa.

## Potres
Potres je bio jačine 6,4 prema momentnoj magnitudi na dubini od 10 kilometara, prema Advanced National Seismic Systemu (ANSS) i Euromediteranskomu seizmološkom centru (EMSC), dok je Seizmološka služba Hrvatske zabilježila 6,2 po Richterovoj ljestvici. Maksimalni intenzitet osjećaja bio je od VIII ("jako štetan") do IX ("destruktivan") po europskoj makroseizmičkoj ljestvici (EMS) i VIII ("ozbiljan") na modificiranoj Mercallijevoj ljestvici (MMI).
Mjesto i dubina ovoga događaja pokazuju da je riječ o potresu unutar tektonske ploče koji se dogodio kao rezultat plitkog rasjeda klizanja unutar Euroazijske ploče. Izračunavanje žarišnog mehanizma za ovaj događaj ukazuje na to da je do puknuća došlo na gotovo vertikalnom rasjedu u pravcu jugoistoka ili jugozapada.
Epicentar potresa na 45°24′0.72″N 16°13′7.32″E / 45.4002000°N 16.2187000°E (45.4002, 16.2187) nalazio se blizu sela Strašnika, kod grada Petrinje.

## Šteta i žrtve
U Petrinji je smrtno stradala 13-godišnja djevojčica, a najmanje 26 osoba bilo je ozlijeđeno. Gradonačelnik Petrinje Darinko Dumbović izjavio je da je pola grada uništeno. 20-godišnji mladić i njegov otac izgubili su život prilikom rušenja vlastite kuće u Majskim Poljanama u blizini Gline. Još su tri osobe kasnije pronađene mrtve u istom selu. Majske Poljane najteže su pogođeno od svih naselja zahvaćenih potresom. Jedna je osoba kasnije pronađena mrtva u mjesnoj crkvi u Žažini, nakon što se ista urušila. Osim ogromne materijalne štete, mnoga naselja ostala su bez električne energije. Iste večeri struja je vraćena u Sisak, velike dijelove Zagreba, Glinu, Veliku Goricu, Topusko, Gvozd, Hrvatsku Kostajnicu i Sunju.

### Hrvatska

#### Bjelovarsko-bilogorska županija
Oštećeno je nekoliko zgrada u središtu Bjelovara. Uglavnom je bila riječ o urušavanju dimnjaka i padanju crijepova. Nije bilo ozlijeđenih. Crkva Uznesenja Blažene Djevice Marije u Novoj Rači, glavno marijansko svetište Bjelovarsko-križevačke biskupije, pretrpjela je štetu puknuća tornja, a osobito su bili oštećeni lukovi crkve i mjesta ispod kora, stoga se ne koristi za bogoslužja dok se ne popravi. Oštećene su i crkva sv. Tri kralja u Staroj Plošćici te crkva Duha Svetoga u Velikom Grđevcu i toranj crkve Pohođenja Blažene Djevice Marije u Šandrovcu.

#### Karlovačka županija
U Karlovcu je oštećeno nekoliko građevina a dvije osobe bile su lakše ozlijeđene.

#### Krapinsko-zagorska županija
Župna crkva Blažene Djevice Marije od sedam žalosti i kapela u Strmcu kod Velikog Trgovišća pretrpjele su oštećenja zbog potresa.

#### Koprivničko-križevačka županija
U potresu je značajno oštećena župna crkva u Legradu. U Križevcima je prijavljeno 47 oštećenja na građevinama i automobilima. Župna crkva Sv. Margarete u Gornjem Dubovcu pretrpjela je znatna oštećenja u potresu i postala je neupotrebljiva za svete mise, a stradale su i znamenite orgulje. Crkva Presvetog Srca Isusova i sv. Ladislava u Malom Ravnu također je pretrpjela određena oštećenja, no budući da njezina statika nije znatnije narušena, u njoj se misna slavlja mogu održavati. Stradale su i crkva u Apatovcu i crkva Majke Božje Koruške u Križevcima.

#### Sisačko-moslavačka županija
Većina materijalne štete zabilježena je na području Sisačko-moslavačke županije. Na području Petrinje i Siska zabilježena je golema materijalna šteta; uglavnom je bila riječ o napuknutim zidovima, otpaloj fasadi, žbuki te srušenim dimnjacima. Prema prvim procjenama postojali su stanovi neupotrebljivi za daljnje stanovanje. Okolica Petrinje i Gline teško je stradala. Sisačka je biskupija objavila da je u potresu stradala sisačka katedrala Uzvišenja Svetog Križa, crkva i župna kuća u Selima i Gori, župna crkva u Žažini, Pešćenici, Odri, Hrastovci, Hrvatskom Čuntiću i Petrinji, kapela Pohoda Blažene Djevice Marije u Sisku i kapela sv. Jakova u Mošćenici. Pet škola je neupotrebljivo, a devet jako oštećeno. Oštećenja su zabilježena na više od pet stotina kulturno-povijesnih cjelina na području županije.

##### Glina
U Glini nije bilo poginulih, ne računajući šire područje (Majske Poljane). Većina zgrada pretrpjela je oštećenja. 

##### Majske Poljane
Majske Poljane naselje su najteže pogođeno potresom, a ostale su oštećene gotovo sve kuće, a mnoge su i srušene. Također je naselje s najviše žrtava potresa; od sedmero žrtava, petero ljudi poginulo je u tom naselju pri urušavanju obiteljske kuće. Ostale dvije žrtve bile su u Petrinji i Žažini pored Lekenika.

##### Petrinja
U Petrinji, gradu najbližem epicentru, skoro sve kuće imale su oštećenja na dimnjacima i krovovima. Cijelo gradsko središte pretrpjelo je znatna oštećenja. Oštećena je 1. osnovna škola. Nastradalo je krovište gradske uprave i crkve sv. Lovre. Selo Brest Pokupski kraj Petrinje teško je stradalo u potresu. 13-godišnja djevojčica poginula je u potresu. Teško je stradao Učiteljski fakultet.

##### Sisak
U Sisku nije bilo poginulih i ozlijeđenih niti se ijedna građevina srušila. Najviše su stradale starije građevine u gradskom središtu. Od ulica je najviše stradala Kranjčevićeva ulica. Zbog puknutih zidova bio je zatvoren dječji odjel opće bolnice, Narodna knjižnica i čitaonica te Sisački muzej. Teško je stradao Metalurški fakultet. Na industrijskim postrojenjima te na Sisačkoj rafineriji nije bila zabilježena šteta. Sisačka opća bolnica pretrpjela je određena oštećenja, no unatoč potresu nastavila je s radom. Teška oštećenja pretrpjela je i zgrada Ogranka Marice hrvatske u Sisku.

##### Strašnik
U naselju Strašnik u kojem je bio epicentar potresa, a koje je bilo među najtežima pogođenim potresom malo je kuća ostalo neoštećeno, a dio stanovnika bio je evakuiran te su postavljeni šatori s hranom i vodom. Nije bilo poginulih niti ozlijeđenih. U susjednom selu Sibić oštećene su sve kuće. Mještani su većinu kuća sami sanirali isti dan.

##### Žažina
Jedna je osoba poginula pri urušavanju lokalne crkve, dok je troje ostalih prisutnih na mjestu uspjelo pobjeći u mjestu Žažina, pored Lekenika.

#### Zagrebačka županija
Nekoliko stanovnika u Turopolju te u naseljima Cerovski Vrh, Gustelnica i Bukovčak zbog potresa bilo je ostalo bez doma.

##### Pokupsko
U Pokupskom, među zabilježenom štetom, uglavnom su spadali crjepovi koji su propali s krovova, popucani zidovi te pločice. U jednom se vrtiću odvojilo vanjsko stubište. Primijećena su oštećenja na mjesnoj crkvi iz 18. stoljeća.

##### Velika Gorica
Zračna luka „Franjo Tuđman” nije pretrpjela oštećenja te je promet na istoj nastavljen u 6:55 sati prema redu letenja. U jednom vrtiću urušio se strop. U selu Kravarsko kraj Velike Gorice srušen je toranj župe Uzvišenja Svetoga Križa.

##### Zaprešić
Potres je prouzročio velike štete na tri višestambena objekta u centru Zaprešića, građenih 60-ih god. 20. st., iz kojih je iseljeno više od 100 obitelji, srećom, stradalih i ozlijeđenih nije bilo. Zaprešićki vatrogasci intervenirali su 40-ak puta, kako bi sanirali urušene dimnjake na obiteljskim i inim kućama. Velikih oštećenja od potresa bilo je i na zgradi suda na Trgu žrtava fašizma.

#### Grad Zagreb
Saborska palača pretrpjela je oštećenja. U zagrebačkim Remetama u crkvi i svetištu Majke Božje Remetske popucala je žbuka, a najveća oštećenja nastala su na slavoluku. Velika oštećenja pretrpjele su i crkve sv. Marka, sv. Katarine i crkva Krista Kralja na Mirogoju, a u bazilici Srca Isusova nastala su nova oštećenja na stropu građevine. Kraš je bio zatvorio svoju Bonbonnière trgovinu na Trgu bana Josipa Jelačića zbog oštećenja u potresu. Pojedine zgrade ostale su oštećene, a veliki dijelovi grada ostali su bez struje. Oštećenja u zagrebačkoj katedrali iz potresa devet mjeseci ranije ovim su potresom bila povećana, posebice na svodu i orebrenju.

### Bosna i Hercegovina
Zgrade su oštećene u više gradova na sjeverozapadu Bosne i Hercegovine (Unsko-sanska županija i sjever Republike Srpske). Gradovi koji su ostali oštećeni bili su Bihać, Cazin, Kozarska Dubica i Bosanska Kostajnica, a koja je u BiH pretrpjela najveću štetu u potresu. U Bosanskoj Kostajnici proglašeno je izvanredno stanje, potres je uzrokovao 6 požara, a mnoge su zgrade ostale oštećene, uključujući gradsku vijećnicu, koja je proglašena nefunkcionalnom.

### Slovenija
U Sloveniji, zgrade su ostale oštećene u nekoliko područja i gradova, uglavnom u blizini slovensko-hrvatske granice. Ljudi su prijavili oštećenja fasada, krovova i dimnjaka u jugoistočnim gradovima Krškom, Brežicama i starom gradu Kostanjevici na Krki. Nuklearna elektrana Krško automatski je zatvorena, a kasnije je sustavno pregledana, no nije bila prijavljena nikakva šteta. U sjeveroistočnoj Sloveniji došlo je do nestanka struje i telekomunikacija na području njezinoga središnjeg grada Maribora, oštećena je općinska zgrada u obližnjem Ptuju, a oštećena je i crkva u Svetoj Trojici. U glavnom gradu Ljubljani moralo se prekinuti zasjedanje parlamenta, a unutrašnjost zgrade istoga pretrpjela je manju štetu. U Sloveniji nisu zabilježene ozljede ljudi.

## Posljedice
Nuklearna elektrana Krško u Sloveniji automatski je ugašena zbog preventivnih razloga, iako je sposobna izdržati potres magnitude 7,9 stupnjeva prema Richteru. Nuklearna elektrana Paks u Mađarskoj, udaljena otprilike 300 km od epicentralnog područja, također je osjetila potres, ali nije prestala s proizvodnjom.

## Međunarodni odjek

### Države
- Albanija – albanska vlada dodijelila je 250 tisuća eura za humanitarnu pomoć i buduću obnovu Petrinje.[66]

- Austrija – Austrijska vojska organizirala je slanje 80 kontejnera s grijanjem te je Savezno ministarstvo za nacionalnu obranu Austrije ponudilo slanje specijalne jedinice AFDRU (engl. Austrian Forces Disaster Relief Unit) zaduženu za spašavanje ljudi iz katrastrofe.[67]
  -   Grad Salzburg darovao 78 000 eura za stradalnike u potresu.[68]

- Bosna i Hercegovina – Ministarstvo sigurnosti ponudilo je Ministarstvu unutarnjih poslova RH – Stožeru civilne zaštite pomoć. Ministarstvo sigurnosti Bosne i Hercegovine nakon konzultacija i koordinacije s institucijama u Bosni i Hercegovini i Hrvatskoj, stavilo je na raspolaganje dva tima za zaštitu i spašavanje. Bila je riječ o timu Federalne uprave civilne zaštite s 42 spasitelja i timu Republičke uprave civilne zaštite Republike Srpske s 18 spasitelja, koji će biti upućeni na pogođeno područje s pripadajućom opremom ako Hrvatska prihvati pomoć.[69]

 Vlada Hercegovačko-neretvanske županije najavila novčanu pomoć Sisačko-moslavačkoj županiji.
 Grad Mostar odlučio izdvojiti 10 tisuća konvertibilnih maraka za Glinu, Petrinju i Sisak.
- Crna Gora – predsjednik Milo Đukanović poručio da je Crna Gora spremna pomoći Hrvatskoj.[72] Dritan Abazović, potpredsjednik crnogorske vlade, dodao je da Hrvatska može očekivati da Crna Gora pruži bilo kakvu pomoć koja joj treba.[73]

- Grčka – premijer Kyriakos Mitsotakis izrazio je sućut obiteljima žrtava, potvrđujući pritom da je grčko Generalno tajništvo za civilnu zaštitu spremno pružiti pomoć.[74]

- Italija – premijer Giuseppe Conte poručio je putem Twittera da je Italija spremna pružiti Hrvatskoj svu asistenciju i potrebnu pomoć.[75]

- Mađarska – premijer Viktor Orbán ponudio je pomoć u ublažavanju katastrofe i obnovi u pismu hrvatskom kolegi, premijeru Plenkoviću.[76]

- Poljska - Deset tisuća Poljaka prikupilo je 220 000 eura za Dječji dom u Sisku. Dobrotovrnu akciju pokrenuo je publicist Witold Gadowski, a skipljeni novac svečano je primopredan predstavnicima hrvatskih institucija u hrvatskom veleposlanstvu u Varšavi.[77]

- Rumunjska – rumunjsko Ministarstvo unutarnjih poslova pokazalo je spremnost za intervenciju i pružanje podrške hrvatskim vlastima. DSU-ovi timovi za traganje i spašavanje spremni su intervenirati u Hrvatskoj na temelju zahtjeva hrvatske vlade za pomoć.[78]

- Sjeverna Makedonija – premijer Zoran Zaev najavio je da je njegov kabinet donio odluku o slanju 6 milijuna makedonskih denara (oko 734 tisuće kuna) u Hrvatsku.[72]

- Slovenija – premijer Janez Janša ponudio je slanje šatora, kreveta i grijalica kako bi se zbrinuli oni koji su izgubili domove tijekom potresa, također poslavši stručnjake na procjenu štete.[72]

- Srbija – predsjednik Aleksandar Vučić izjavio je da je Srbija spremna pomoći Hrvatskoj i financijski i tehnički.[79][80] Idućeg dana, Vlada Srbije donijela je odluku o doniranju 1 milijuna eura Hrvatskoj za sanaciju štete od potresa.[81]

- Turska – predsjednik Recep Tayyip Erdoğan kontaktirao je hrvatskoga kolegu Zorana Milanovića i izrazio suosjećanje Hrvatskoj zbog potresa. Također je izjavio da je Turska spremna pružiti timove za potragu i spašavanje te svu pomoć koja bi mogla biti potrebna.[82]

### Međunarodne organizacije
- Europska unija – predsjednica Europske komisije Ursula von der Leyen poručila je da je zamolila Janeza Lenarčiča, europskog povjerenika za upravljanje krizama, da otputuje u Hrvatsku[79] te je na svom računu na Twitteru izjavila:[83][84]

»Hrvatska, ostani snažna! Nakon jakog potresa ujutro, Europska komisija je u kontaktu s premijerom Andrejom Plenkovićem i hrvatskim vlastima. Pozorno pratimo situaciju i spremni smo pomoći.«
- Papa Franjo je u obraćanju na općoj audijenciji u Rimu uputio poruku solidarnosti s Hrvatskom:[85]

»Hrvatsku je jučer pogodio potres koji je prouzročio ljudske žrtve i velike štete. Izražavam svoju bliskost s povrijeđenima i svim stradalima u potresu. Molim posebno za one koji su izgubili život i za članove njihovih obitelji. Nadam se da će međunarodna zajednica pomoći vlastima u zemlji kako bi se ublažile patnje hrvatskoga naroda«
- Reis-ul-ulema Husein ef. Kavazović hrvatskomu je veleposlaniku u Bosni i Hercegovini uputio pismo solidarnosti s Hrvatskom:[86]

»Ne možemo, a da se ne prisjetimo velikodušnosti naših hrvatskih komšija koji su nam u vrijeme agresije na Bosnu i Hercegovinu pružili ruke dobrodošlice i podrške i pokazali razumijevanje za ono kroz šta smo prolazili... Ovom prilikom Vas želimo obavijestiti da će Islamska zajednica organizirati prikupljanje pomoći za svoje komšije na cijelom prostoru Zajednice, od Sjedinjenih Američkih Država, do Australije.«
Islamska zajednica u Bosni i Hercegovini izdvojila je 50 000 eura, a Mešihat u Srbiji je prikupio 13 000 eura. Također, finacijsku pomoć je uputila i Islamska zajednica Bošnjaka u Švicarskoj. Donacije su uručene preko Mešihata u Hrvatskoj kao pomoć potresom pogođenima dijelovima Hrvatske.

## Odjek u Hrvatskoj
Vlada Republike Hrvatske otvorila je službeni bankovni račun Državne riznice pri Hrvatskoj narodnoj banci za prikupljanje donacija novčanih sredstava za potresom pogođena područja. Nakon što su gradovi Dubrovnik, Split, Šibenik i Zadar objavili otkazivanje novogodišnjih proslava i vatrometa s ciljem uplaćivanja sredstava za pomoć krajevima pogođenima u potresu, novčana sredstva za obnovu potresom pogođenih područja iz svojih su proračuna uplatili i Samobor, Rijeka, Opatija, Đakovo, Koprivnica, Križevci, Velika Gorica, Bakar, Brinje, Crikvenica, Kaštela, Knin, Varaždin, Vodice, Omiš, Osijek, Imotski, Trilj, Nin, Solin, Metković, Vinkovci, Vrbovec, Karlovac, Gospić, Trogir, Kastav, Prelog, Ivanić-Grad, Bjelovar, Zabok, Novi Vinodolski, Donja Stubica, Otok, Belišće, Istarska županija, Cres, Krk, Mali Lošinj, Rab, Lipik, Kutjevo, Pakrac, Pleternica, Požega, Supetar, Makarska, Valpovo, Drniš, Pregrada, Čakovec, Beli Manastir, Grubišno Polje, Čazma, Skradin i Ivanec. Stotine obitelji diljem Hrvatske ponudilo je smještaj za zbrinjavanje pučanstva potresom pogođenih područja.  
Hrvatski nogometaš Dejan Lovren ponudio je smještaj za šesnaest obitelji pogođenih potresom u svom hotelu u Novalji. U raščišćavanju ruševina u Petrinji pomagao je košarkaš Cibone Filip Bundović. Nogometni klubovi Dinamo Zakladom »Nema predaje« i Hajduk humanitarnom akcijom »Bilo srce kuca za vas« prikupljaju novčana sredstva za pomoć stradalima u potresu. U čišćenju ruševina u Petrinji, Sisku i okolnim pogođenim područjima te prikupljanju potrepština priključili su se pripadnici navijačkih skupina »Armade«, »Bad Blue Boysa«, »Demona«, »Kohorte«, »Torcide« i »Funcuta«. Hrvatske podružnice trgovačkih lanaca Lidla i Kauflanda donirale su 15 milijuna kuna na račun državnog proračuna za potrebe obnove pogođenih područja.
Hrvatska biskupska konferencija donijela je odluku o darivanju sedam milijuna kuna žurne financijske pomoći pogođenim područjima. Caritasi hrvatskih biskupija i nadbiskupija uputili su apele za prikupljanje novčane i humanitarne pomoći, a Caritasove podružnice dopremile su i raspodijelile desetke tona robe i potrepština na pogođenim područjima. Slovenski Caritas prikupio je više od 110 tisuća eura novčane pomoći, a skopski biskup i strumičko-skopski eparh Kiro Stojanov pozvao je vjernike i župe u Sjevernoj Makedoniji na sudjelovanje u humanitarnoj akciji Makedonskoga Caritasa. Talijanska biskupska konferencija i Talijanski Caritas darovali su pola milijuna eura novčane pomoći Hrvatskoj. Hrvatski Caritas darovao je, u suradnji s međunarodnim Caritasom i Malteškim redom stotinu stambenih modula tvrtke »Tehnix« za obitelji u području epicentra prvotnog potresa. Tvrtka »Jedinstvo« iz Krapine isporučila je početkom siječnja 2021. 250 stambenih jedinica na područja Banovine pogođena potresom. Početkom veljače Hrvatski Caritas osigurao je još stotinu stambenih modula za žrtve potresa.
Pod vodstvom dr. Nele Sršen, počasne hrvatske konzulice u Italiji, u istoj je humanitarnom akcijom »Volontariato Energia & Sorrisi Onlus« prikupljeno 30 tona potrepština u nekoliko talijanskih gradova (Padovi, Veroni, Trevisu i dr.) te dostavljeno na Banovinu. Hrvatska dominikanska provincija izdvojila je pola milijuna kuna i uručila devet tona potrepština Caritasu Sisačke biskupije te je u humanitanoj akciji sudioništvom vjernika prikupljeno još pola milijuna kuna. Predsjednik Poljske biskupske konferencije, nadbiskup Stanisław Gądecki, proglasio je nedjelju, 24 siječnja, Danom solidarnosti s Hrvatskom te je toga dana u svim poljskim crkvama prikupljena novčana pomoć u iznosu od tri milijuna zlota. U Općoj bolnici »Dr. Ivan Pedišić« u Sisku Hrvatski Caritas otvorio je u srpnju 2021. kontejnersku kuhinju za potrebe bolnice i stradalnika u potresu. Samo do travnja 2021. Caritas Sisačke biskupije podijelio je 900 tona donacija hrane, različitih potrepština, goriva, građevinskih materijala, odjeće i obuće u više od 5250 obitelji.
Hrvatski svjetski kongres pozvao je hrvatsko iseljeništvo na prikupljanje novčane pomoći za Sisačko-moslavačku županiju. Gradišćanski Hrvati, u suradnji s Veleposlanstvom Republike Hrvatske u Austriji pokrenuli su humanitarnu akciju, Hrvati u Njemačkoj su preko akcije Hrvatske katoličke misije u Berlinu prikupili više od 1,8 milijuna kuna pomoći, Hrvati u Kanadi preko akcije župe sv. Križa u Hamiltonu više od 800 tisuća kuna, Hrvatska zajednica Sydneya prikupila je više od 400 000 dolara, a novčana su sredstva prikupljali i Caritas Hercegovačko-neretvanske županije te veće organizacije hrvatske dijaspore (Udruženje hrvatskih američkih profesionalaca, Kanadsko-hrvatska gospodarska komora, HAZUD. Hrvatska zaklada Windsor i dr.). U prikupljanju humanitarne pomoći sudjelovali su i Hrvati u Irskoj i Bosni i Hercegovini, pa je pomoć skupljana i u Neumu, Mostaru, Žepču i u drugim županijama. Središnja uprava HKD Napredak donijela je odluku o pružanju novčane pomoći, Sveučilište u Mostaru pozvalo na darovanje novčane pomoći Hrvatskom Crvenom križu, a tvrtka »Violeta« iz Gruda donirala petnaest montažnih kućica za zbrinjavanje žrtava potresa. Hrvati u Srbiji u tri dana po potresu prikupili su više od pola milijuna dinara. Novčana sredstva prikupljana su skupnim financiranjem preko mrežne platforme GoFundme diljem svijeta. Više od trideset udruga u hrvatskomu iseljeništvu okupljenih u inicijativi »One Croatia« (Jedna Hrvatska) uručili su u Sisku uređaj za anesteziju za Opću bolnicu »dr. Ivo Pedišić«, vozilo hitne pomoći, dodatno opremljeno defibrilatorom i prijenosnim dišnikom, za Zavod za hitnu medicinu Sisačko-moslavačke županije te stotinu zaštitnih jakni za građevinske stručnjake Hrvatskoga centra za potresno inženjerstvo.

## Obnova
Sisačka biskupija ustupila je 8000 m2 zemljišta u sisačkomu kvartu Zeleni brijeg za izgradnju 35 montažnih kuća, koje će se po završetku obnove iskoristiti za proširenje Doma za starije. Ugovor o zamjeni zemljišta potpisali su sisački biskup Vlado Košić i ministar graditeljstva Branko Bačić 27. ožujka 2023. u Biskopijskom ordinarijatu u Sisku. Hrvatski i poljski Caritas projektom „Poboljšanje životnih uvjeta ljudi pogođenih potresom 2020. na Banovini u Hrvatskoj” prikupili su sredstva za obnavu dvadeset obiteljskih kuća te izgradnju sedam novih montažnih objekata i trideset podzemnih vodenih spremnika. U suradnji sa Sisačkom biskupijom i njezinim Caritasom, Hrvatski Caritas provodi projekte obnove prostora Caritasa župe sv. Lovre u Petrinji i župne kuće u Glini, te obnovu Doma za smještaj studentica Pedagoške akademije u Petrinji.

## Odjek u umjetnosti
Humanitarne koncerte za potresom stradala područja, osobito Sisak i Petrinju, održali su HNK u Zagrebu, Hrvatska radiotelevizija (za obnovu Glazbene škole »Fran Lhotka« u Petrinji), Gustafi zajedno s mnogim glazbenicima iz Istre i ini.
Skupina glazbenika i umjetnika iz Petrinje (Petrinja Band Aid) snimila je pjesmu »Glavu gore!«, a pjesme posvećene žrtvama potresa snimili su i nekoliko tamburaških sastava okupljeni kao Tamburaši za Banovinu (»Banovina naša«), splitski glazbenici, Hrvatski gajdaški orkestar (»Ponosna Banovina«), Dražen Žerić, Vladimir Kočiš Zec i Slavko Nedić s prijateljima (»Banovina u srcu«), Ivan Zak i Tiho Orlić s prijateljima (»Svi smo uz vas«), Band Aid Slavonia i Rockoko Orchestra (»Moj dom su srca dobrih ljudi«), El bend (»Petrinjo nisi sama«) i ini.
Zagrebačka Školska knjiga sav je prihod od prodaje slikovnice Tomislava Šrkljca Priča o Petrinji uplatila na račun I. osnovne škole Petrinja. Slikovnicu s temama iz petrinjske povijesti i gradskim znamenitostima Škrljac je napisao svega nekoliko dana po potresu, a ilustriralo ju je četrnaestero umjetnika iz svih dijelova Hrvatske i Bosne i Hercegovine. U slikovnici se, među ostalima, obrađuju nasjtarije Hrvatsko pjevačko društvo »Slavuj«, tvornica Gavrilović, Učiteljski fakultet i ine znamenitosti.
Djelatnici Nacionalne i sveučilišne knjižnice u Zagrebu i Međunarodnog instituta za restauriranje povijesnih i umjetničkih djela volonterskim podvigom uspjeli su spasiti knjižničnu građu knjižnice petrinjskog Odsjeka Učiteljskog fakulteta u Zagrebu. Stara i rijetka građa preseljeni su u NSK, a znanstvena i stručna građa na čakovečki Odsjek Učiteljskog fakulteta u Zagrebu. O spašavanju građe iz oštećene i poplavljene knjižnice snimljen je kratkometražni dokumentarni film »Iz Petrinje s ljubavlju«.
U crkvi sv. Blaža u Zagrebu, Bazilici sv. Kvirina u Sisku, Glini, Petrinji i Ivanić-Gradu izvedena je Pergolesijeva kantata Stabat Mater u izvedbi ženskog zbora sastavljenog od pjevačica više vokalnih sastava i zborova Siska i Petrinje pod ravnanjem Jelene Blašković, solistica Margarete Klobučar i Tihane Herceg Ivšić te uz pratnju Zagrebačkog omladinskog komornog orkestra i orguljaša Alena Kopunovića Legetina. Koncerte je organizirala udruga »Siscia Vox Mundi«, u suradnji s Gradom Siskom, Sisačkom biskupijom, pjevačima Folklornog ansambla »Ivan Goran Kovačić«, Glazbene škole Frana Lhotke u Petrinji, Katedralnog zbora Uzvišenja sv. Križa, Hrvatskog pjevačkog društva »Danica«, ženskih klapi »Lađarice« i »Kolapjanke«, mjesnih župa i župnih zborova.

## Odjek u sportu
Čišćenju ruševina, diljenju i prikupljanju pomoći stradalnicima pridružili su navijači brojnih navijačkih skupina, a u prikuplanju novčane i materijalne pomoći i brojna sportska društva.
Na igralištu OŠ Dragutina Tadijanovića u Petrinji Zaklada Marin Čilić održala je u srpnju humanitarni teniski turnir »Gem Set Hrvatska«. Uz pokretača Marina Čilića, na turniru su sudjelovali nogometaši Luka Modrić, Ivan Perišić, Mateo Kovačić i Mario Mandžukić, tenisači Ivan Dodig, Borna Ćorić, Mate Delić, Donna Vekić, Jelena Kostanić Tošić i Patrik Jurina, rukometaš Luka Cindrić, odbojkašica Nikolina Božićević, odbojkaš Timofej Žukovski i vaterpolist Franko Lazić.

## Vanjske poveznice
- „Godinu dana od razornoga potresa kod Petrinje” Seizmološka služba RH
- Potpuni popis svih potresa jačine ML 1,5 ili više od 28. 12. 2020. EMSC-a
- Prikaz svih potresa jačine ML 1,5 ili više od 28. 12. 2020. na usluzi Google Karte